# Alessandra Celentano
Alessandra Celentano (Milán, 17 de noviembre de 1966) es una coreógrafa y ex bailarina italiana.

## Biografía
Hija de Alessandro Celentano, hermano del cantante Adriano Celentano, de niña empieza a estudiar danza con maestros de fama internacional, hasta perfeccionarse a la Obra de estado de Budapest. Sucesivamente, gracias a una bolsa de estudio, asiste al Curso de Perfeccionamiento Profesional de danza en Reggio Emilia, que años después la verá como docente.
A mediados de los años '80 entra a formar parte del Aterballetto dirigido por Amedeo Amodio, donde interpreta roles de primera bailarina en coreografías de algunos de los más grandes coreógrafos del Novecientos (Ailey, Balanchine, Forsythe, Tetley, Childs y otros) y baila junto a grandes intérpretes del mundo de la danza como Elisabetta Terabust, Alessandra Ferri, Monique Loudières, Alessandro Molin, Vladimir Derevianko y Julio Bocca. Participa en giras por Europa, Estados Unidos, Canadá, Brasil, Argelia, Túnez y Venezuela.
Durante el periodo en el Aterballetto tiene ocasión de trabajar también con Gheorghe Iancu, con el cual nace una colaboración que la llevará a trabajar con él como bailarina y asistenta a la coreografía. En los años siguientes es maître de ballet en los mayores teatros de Italia: Teatro de La Scala en Milán, Teatro de la Opera de Roma, Teatro Comunale de Firenze y Teatro San Carlo de Nápoles. Ha sido docente huésped en teatros internacionales, trabajando junto a grandes nombres de la danza como Carla Fracci, Roberto Burbujas, Massimo Murru, Isabelle Guérin, Manuel Legris y otros.
Ha sido directora artística del espectáculo Anbeta y Josè, del cual han participado bailarines de las mayores compañías a nivel mundial. Desde 2003 participa al programa televisivo Amici di Maria De Filippi en calidades de maestra de danza clásica y coreógrafa. La artista sufre del síndrome del Hallux rigidus, común en los bailarines, a causa de la cual se ha sometido a algunas intervenciones, la más reciente en 2017, que no le han permitido continuar con la danza.

## Programas televisivos
- Amici di Maria De Filippi, Canal 5 (desde 2003) - Maestro de danza
- Pechino Express, Rai 2 (2014) - Competidora
- Selfie - Le cose cambiano, Canal 5 (2016-2017) - Mentor